# Regla de Hotelling
La regla de Hotelling es una proposición que establece que la forma de explotación social y económicamente más rentable para la extracción de un recurso no renovable, es una por el cual el precio del recurso esté determinado por el ingreso neto marginal de la venta de los recursos no renovables, aumentando conforme a la tasa de interés. En él se describe la trayectoria en el tiempo de la extracción de los recursos naturales que maximiza el valor de los mismos.
La regla se deriva del trabajo del economista, matemático y estadístico estadounidense Harold Hotelling (1895 - 1973) que, en un artículo de 1931 «The Economics of Exhaustible Resources», publicado en el Journal of Political Economy, sentó las bases para una mayor investigación en el campo de la economía de los recursos no renovables.

## Historia y desarrollo
Durante finales del siglo XIX y principios del siglo XX, la conservación de los recursos naturales en los Estados Unidos era un tema significativamente importante. Este movimiento conservacionista estaba preocupado por la posible sobreexplotación de los recursos naturales no renovables y pedía su regulación. Harold Hotelling respondió a este llamado con su artículo. De hecho, comenzó su ponencia con una introducción a este problema, al afirmar en 1931 que:

La contemplación de la desaparición en el mundo de los suministros minerales, los bosques y otros activos no renovables han dado lugar a la demanda para regular su explotación. La sensación de que estos productos son ahora demasiado baratos para el bien de las generaciones futuras, que están siendo explotados egoístamente a una tasa demasiado rápida, y que a consecuencia de su precio excesivamente bajo están siendo producidos y consumidos inútilmente, ha dado lugar al movimiento de conservación.
Harold Hotelling

Antes de la década de 1970, no se le dio la debida atención a las opiniones de Hotelling sobre economía de los recursos no renovables. Esto fue porque cuando Hotelling postuló su hipótesis, el énfasis de los medios era hacia temas como la Gran Depresión y la Segunda Guerra Mundial.
Después de la Segunda Guerra Mundial, había preocupaciones acerca de la suficiencia y adecuación de los recursos naturales, especialmente en los Estados Unidos. Esto llevó a la creación de la Comisión materiales, llamada comisión Paley. El presidente pidió a la comisión Paley un informe, cuyo resultado fue publicado en 1952. Sin embargo, esto no ayudó en modo alguno a reconocer el trabajo de Hotelling. En 1963, Harold Barnett y Morse Chandler publicaron su artículo «La escasez y el crecimiento», que fue uno de los primeros de su tipo, en el análisis de las medidas a largo plazo de la escasez de una serie de recursos naturales de una manera sistemática. Una breve referencia al artículo de Hotelling se hizo en ese artículo. Esto lleva a la conclusión de que la falta de atención y el interés del trabajo de Hotelling no se puede atribuir a la falta de preocupación pública por las cuestiones relacionadas con los recursos naturales antes de 1970.
El artículo de Hotelling era complejo y, dado el nivel de sofisticación de la profesión económica relativa a las matemáticas en ese momento, podría haber sido una razón por la cual su contribución pasó desapercibida. De hecho el propio Hotelling declaró que el Economic Journal había rechazado su artículo debido al alto nivel de dificultad de las matemáticas involucradas en el mismo.
La publicación de Dennis Meadows et al. Los límites del crecimiento en 1972 desencadenó un nuevo período de intensa preocupación pública por los recursos naturales. De acuerdo con la publicación, a menos que el crecimiento económico se redujera, habría consecuencias desastrosas en el nivel de los recursos naturales. Esta regla de Hotelling hecho, que consistió en la teoría de control óptimo, buscan la atención de los economistas académicos. En 1973, "La asignación de los recursos energéticos", fue publicado por William Nordhaus. Pretendía resolver el problema de la utilización de diferentes fuentes de energía mediante la aplicación del modelo de Hotelling. Nordhaus publicó también en el próximo año un análisis crítico de Los límites del crecimiento en América Economic Review. La mayor contribución al tema de la economía de los recursos naturales proviene  de Robert Solow , quien dedicó  la conferencia  Ely 1974 de la American Economic Association a ese propósito. Ese mismo año, Partha Dasgupta, Geoffrey Heal, Tjalling Koopmans, Joseph Stiglitz y Robert Solow contribuyeron al tema de los recursos no renovables, que fue publicada por Review of Economic Studies. Todos estos eventos proporcionan un mayor peso y protagonismo a la economía de los recursos naturales como un campo de investigación. La regla de Hotelling adquirió el centro de la escena y todavía sigue manteniendo su posición.

## La regla
Como se mencionó anteriormente, y en palabras de Jeffrey A. Krautkraemer el «análisis formal de Hotelling de agotamiento de los recursos no renovables genera algunas implicaciones básicas de cómo la disponibilidad finita de un recurso no renovable afecta a los caminos de los precios de los recursos y de extracción».
La regla de Hotelling aborda principalmente una cuestión básica del propietario o agente involucrado en la explotación de los recursos no renovables: ¿Qué parte del activo debería consumir ahora y cuánto debo guardar para el futuro? En otras palabras, el agente tiene que elegir entre el valor actual del activo si se extrae y se vende y el futuro aumento de valor del bien si se dejan sin explotar. Esta regla simple puede ser expresada por la situación de equilibrio que representa la solución óptima.

{\displaystyle {\frac {P'(t)}{P(t)}}=\delta ,}

donde:
- P(t) es la unidad de beneficio en el tiempo t y
- δ es la tasa de descuento (el inverso de la tasa de retorno).

La existencia de un recurso no renovable, siendo un activo, tiene un valor de mercado que produce regresa a su dueño en una cierta tasa. Esta tasa de retorno puede ser determinada por tres componentes:
1. flujo de producto generado por la unidad marginal del recurso, la Productividad Marginal o tasa del dividendo;
2. cambio en las características físicas de los activos en el tiempo;
3. la velocidad a la que el valor de mercado del activo cambiará con el tiempo.

La igualdad de la tasa de retorno a la tasa de retorno de las inversiones alternativas (es decir, si el rendimiento obtenido por la venta de los activos se invierte en otra parte) determina el equilibrio del mercado de activos. Teniendo en cuenta un recurso no renovable, por ejemplo un yacimiento de petróleo en el suelo, lo que está sujeto a dos características: una, que tiene un tamaño fijo que no se puede aumentar con el tiempo, y dos, el activo in-situ es improductivo. Esto hace que el primer componente, productividad marginal, nula. Suponiendo que la celebración de los activos in-situ no conducirá a su depreciación, aunque el segundo componente se hace cero. El resto es la tasa de apreciación del valor del activo, que es, por lo tanto, el único factor determinante de la tasa de rentabilidad de las acciones de petróleo.